# Хасан Тауфік
Хасан Тауфік (араб. حسن توفيق) — єгипетський письменник, поет, автор низки літературознавчих праць та публікацій з філології, лауреат декількох державних премій, член спілки письменників Єгипту. Деякий час жив та працював у Катарі, багато подорожував країнами Європи, про що написав кілька загально лінгвокраїнознавчих статей. Протягом останніх років займається журналістикою, пишучи до катарської газети «Аш-Шарк» у рубрику «Культура». Відноситься до так званого "третього покоління єгипетських поетів".

## Біографічні відомості
Народився Хасан Тауфік у Каїрі 31 серпня 1943 року. У 1965 році закінчив Філологічний факультет Каїрського університету, отримавши ступінь бакалавру, а вже через деякий час, у 1978 – диплом магістру.
Перша збірка віршів Хасана Тауфіка, «Кров у садах» (الدم في الحدائق),  вийшла  через кілька років по закінченню університету – у 1969-му. Перша літературно-критична стаття була написана невдовзі, 1970 року, і називалася «Основні тенденції у вільному вірші» (اتجاهات الشعر الحر). 
Молодий поет швидко інтегрується у літературні кола країни, водночас даючи знати про себе і за кордоном. У 1966 року Хасан Тауфік стає членом Спілки письменників Єгипту, в 1967 році вступає до лав письменницького гуртка в Каїрі, а з 1971 року починає свою діяльність у Спілці нової літератури Каїру. Паралельно Х. Тауфік бере участь у низці профільних конференцій, літ. форумів, цікавиться журналістикою, деякий час працює редактором рубрики «Культура» у катарському журналі «Ар-Рая». Враження Хасана Тауфіка від діяльності Спілки письменників Єгипту знайшли відображення у нижченаведеній цитаті:
«Завдяки Спілці письменників Єгипту, чого я ніколи не забуду, представникам мого покоління вдалося познайомитися з такими видатними постатями у культурному та літературному процесі, як Салах Абд ас-Сабур, Фарук Хоршід, Абдельгуфар Макяуі, Іззуддін Ісмаїл, Хусейн Нісар, Абделькадер аль-Кит, Абдаррахман Аш-Шаркауі, Ахмад Кемаль Закі, Ахмад Хусейн ас-Сауі, Мухаммад Абдель Вахід, Малек Абдель’азіз...» 
Плідна праця на ниві культури не змогла не принести своїх плодів – у 1990 і 1991 роках поет стає лауреатом двох почесних премій – Державною премією Єгипту за найкращий поетичний диван та Міжнародною премією імені Абдельазіза Сауда за найкращу касиду відповідно.
Доробок письменника на сьогодні визнано не тільки на його батьківщині, але й в інших країнах як регіону, так і всього світу. Зокрема, низку літературознавчих праць Хасана Тауфіка перекладено європейськими мовами, французькою, англійською та іспанською. На жаль, перекладів поезії на сьогодні не існує.
У передмові до своєї поетичної збірки "Трояндовий блиск", Х. Тауфік у контексті літературно-естетичних поглядів називає своїм "духовним батьком" відомого єгипетського поета Салаха Абд ас-Сабура.

## Літературний доробок
Поетичні збірки:
الدم في الحدائق - "Кров у садах", 1969.
أحب أن أقول لا - "Люблю казати ні", 1971.
قصائد عاشقة - "Любовні поеми", 1974.
حينما يصبح الحلم سيفاً - "Коли мрія стає мечем", 1978.
انتظار الآتي - "В очікуванні прийдешнього", 1989.
قصة الطوفان من نوح إلى القرصان - "Історія потопу: від Ноя до піратів", 1989.
وجهها قصيدة لا تنتهي - "Її обличчя - поема, яка не закінчується", 1989.
ما رآه السندباد - "Той, хто побачив Синдбада", 1991.
ليلى تعشق ليلى - "Ніч кохається у ночі", 1996.
الأعمال الشعرية - "Вибрані поетичні твори", 1998.
عشقت اثنتين - "Я кохав двох", 1999.
بغداد خانتني - "Багдад, що зрадив мені", 2004.
وردة الإشراق - "Трояндовий блиск", 2005.
أحبك أيها الإنسان - "Людино, я люблю тебе!", 2008.
Маками:
مجنون العرب بين رعد الغضب وليالي الطرب - "Маджнуну ль-Араб: між громом гніву та ніччю пристрасті", 2004.
ليلة القبض على مجنون العرب - "Ніч арешту Маджнуна", 2005.
Літературознавчі праці:
اتجاهات الشعر الحر - "Напрями вільного вірша", 1970.
إبراهيم ناجي - قصائد مجهولة - "Ібрагім Нагі: забуті касиди", 1978.
شعر بدر شاكر السياب – دراسة فنية وفكرية - "Поезія Бадра Шакера ас-Сайаба: змістовий та формальний аспекти", 1979.
أزهار ذابلة وقصائد مجهولة للسياب - "Квіти, що зав'яли: забуті касиди Сайаба", 1980.
جمال عبد الناصر – الزعيم في قلوب الشعراء - "Гамаль Абдель Насер - лідер у серцях поетів", 1996.
الأعمال الشعرية الكاملة للدكتور إبراهيم ناجي - "Ібрагім Нагі. Повне зібрання творів", 1996.
رحلات شاعر عاشق - "Подорожі закоханого поета", 2001.
مختارات من الشعر العربي في القرن العشرين– القسم الخاص بشعراء قطر - "Вибрана творчість арабських поетів 20 ст. Поети Катару", 2002.
رحلات جديدة على أجنحة الحب والشعر - "Нові подорожі на крилах кохання і поезії", 2003.

## Характеристика творчості
"Що стосується музики аруду, то мої касиди представлені як складними розмірами, що містять повтори декількох стоп, так і "чистими" розмірами, де повторюється тільки одна стопа. З приводу касид, написаних вільним віршем, людина, яка цікавиться мистецтвом віршування зможе знайти у збірнику "вільні" касиди, в основі яких лежить повтор більш ніж однієї стопи" - таку аналізує власну поезію Хасан Тауфік у передмові до своєї збірки "Трояндовий блиск". 
Знайомство з іншими арабськими країнами та Заходом справило суттєвий вплив на творчий світогляд Хасана Тауфіка. Отримавши спочатку класичну філологічну освіту в Єгипті, а потім вдало інтегрувавшись до міжнародної спільноти, поет спробував здійснити нездійсненне — поєднати у своєму доробку традиції арабської касиди з багатоманіттям форм європейського вірша. Такий дивний симбіоз ми бачимо й у тематиці творів Хасана Тауфіка. 
Нижче наведемо оригінал віршу «На руїнах» з авторським перекладом С. Рибалкіна.
| На руїнах | على الإطلال |
| --- | --- |
| Хіба не гарний вечір щоб завештатись в готель? Що дає прихисток у потрясіння день. З якого люд тікає, тільки час платити по рахункам. Адже все вартує грошей — і послуги, й продукти. Не джерело Замзам тут, де бесплатні води, Тут навіть м’ясо важко проковтнути через гіркоту. Наїдки дивні, штучні, неприродні — Узяти хоч цей гриб, стегенця жаб’ячі, Чи смалець на відкритому вогню. А що казати вже про телевізор, Що блимає з екрану неподобством. Транслює фільми жахів, наче скаженілий, Вселяючи в серця дітей панічний острах. Якби ж я сам хоч був безгрішним, То міг судити б про людей отут. Що тисячу нагадувань воздвигли, Про свій перелюб, тонучи в гріху. … Згубила Сальма десь улюблену абаю. Тепер вона ще втратить і прикраси. Мій кінь застряг неначе в попелі вулкана. А я ж бо загубивсь у нескінченнім плині часу… | ألا عِمْ مساءً أيها الفندق الغالي فقد بات فيك الأهلُ في يوم زلزالِ ولم يهربوا إلاَّ وقد علموا بما يُحاكُ لهم من دفع فيزَا وأموالِ لقاءَ شرابٍ ليس من بئرِ زمزمٍ ولحمٍ عصيِّ المضغ مُرٍّ وقتَّالِ وحبة مشرومٍ وأفخاذِ ضفدعٍ ودهنٍ لخنزير مغطَّى بغربالِ وشاشةِ تلفازٍ تبث فواحشاً وفيلماً يبث الرعبَ في قلب أطفالِ لئن كنتُ عربيداً فإني أرى هنا أناساً أقاموا للزِنَا ألفَ تمثالِ وقد فقدتْ سلمى أحبَّ عباءةٍ إليها وعادت تشتكي فقدَ خلخالِ وساخَ حصاني في الرمال كأنه رمادٌ من البركان في الزمن الحالي |

Цей вірш наочно ілюструє специфіку пізньої творчості Х. Тауфіка. Елементи інтертексту можна знайти вже у першій строфі – алюзії на відому касиду Імруулькайса, яка починається словами: "ألا عِمْ صباحا أيها الطلل البالي". Тільки в оригіналі дія відбувається не ввечері, а вранці, і не у фешенебельному готелі, а на руїнах бедуїнського стану. Це також данина традиції, адже класична арабська касида має починатися з того, як подорожуючий зупиняється в околицях табору, де колись проживали його одноплемінники; згадує свою кохану та друзів, шукає сліди давно загаслих багать, витоптані худобою пасовиська. Творчість Імруулькайса є хрестоматійним прикладом, на який згодом орієнтуватимуться майбутні покоління поетів. Тому араби і називають Імруулькайса «батьком касиди». 
Фабула вірша Х. Тауфіка проста — доісламський поет потрапляє у наш час, де дивується тому, як змінився світ. Звісно, в аравійський пустелі не було ні телевізора, ні візового режиму на кордонах, сумнівно й те, що там можна було побачити гриби чи жаб’ячі стегенця. Такий контраст шокує бедуїна, він розуміє, що попри всі позитивні зрушення, які дарував прогрес, у цьому часі він зайвий – як для навколишньої дійсності, так і для самого себе, а від того на серці болісно і самотньо.елементи, додані задля колориту, а не основний лінгвістичний стрижень. Основу віршів складає літературна мова.
Ремінісценціями наповнений не лише основний мотив касиди та її зачин. Знаючи біографію і творчість Імруулькайса, поетичний ребус розгадувати легше. Так, наприклад, у бейті «Якби ж я сам хоч був безгрішним, то міг судити б про людей отут. Що тисячу нагадувань звели про свій перелюб, тонучи в гріху» (لئن كنت عربيدا فإني أرى هناك أناسا أقاموا للزنا ألف تمثال) йде приховане посилання на біографію самого поета, якого аж ніяк не можна було назвати еталоном добропорядності та прикладом для благочестивого наслідування. Принаймні, про левову частку «подвигів» можна прочитати з доробку Імруулькайса, адже автор і не намагається приховувати свої пристрасті.
У вірші згадується топонім – джерело Замзам (араб. زمزم). Йдеться про колодязь у місті Мекка на території мечеті Аль-Харам. Воді Замзаму приписують різноманітні цілющі властивості: вона лікує хвороби, втамовує не тільки спрагу, а й голод. Легенда пов’язує історію Замзаму з Агар – наложницею Авраама, що блукала з сином Ісмаїлом у пустелі, страждаючи від спраги. Щоб урятувати благочестиву жінку і невинну дитину, Аллах наказав архангелу Джебраїлу (Гавриїлу) відкрити джерело для Агар. Сьогодні пиття води й омивання у Замзамі – важливі елементи хаджу та умри. Паломники часто везуть із собою воду джерела додому, на згадку про святі місця.
Поему «На руїнах» хоча і написано не класичним арудом, але це не вільний вірш. Попри те, що тут відсутні членування бейту на садр (صدر) та ’аджз (عجز) і не дотримано розміру, іноді можна прослідкувати елементи кафії – римування на одну літеру, притаманне класичній касиді. Крім того, можливо виділити умовний насіб — зачин, у якому автор описує бедуїнську стоянку. Оскільки в епоху сучасності бедуїнську стоянку найти важко, замість неї у вірші фігурує дорогий готель. 
Подекуди у поемі зустрічаються діалектні слова та звороти. Наприклад, مشرومٍ حبة перекладається як «гриб», але це не класична арабська мова, а запозичення з англійського “mushroom”, адже літературною нормою є فطر. Певні діалектні вкраплення характерні віршам Х. Тауфіка, написаних після 2000-го року — це, зокрема збірок «Багдад, що зрадив мені» (بغداد خانتني, 2004) та «Людино, я люблю тебе!» (أحبك أيها الإنسان, 2008). Але підкреслимо, це лише елементи, додані задля колориту, адже основу віршів складає літературна мова.

## Літературознавчі погляди
Хасан Тауфік, хоча і є представником третьої хвилі "нової поезії" у Єгипті, що поділяється на два основні напрями — "поезію у прозі" і "вільний вірш", поезію у прозі не сприймає. У передмові до своєї збірки "Трояндовий блиск" автор пише: "Своєю свідомістю я приймаю факт існування поезії у прозі, і розумію, що найкращі зразки цього жанру мають право на життя, але естетично я не можу отримувати насолоду від такої поезії. Якось я написав один вірш у прозі, але після того як я прочитав його вголос, почуте зовсім мені не сподобалося. Я зрозумів, що такий напрям суперечить моїй творчій натурі". 
Х. Тауфік високо цінує праці своїх попередників, шануючи місце таких поетів як Бадр Шакер ас-Сайяб, Ібрагім Нагі та Салах Абд ас-Сабур у літературі Єгипту ХХ ст. Абд ас-Сабура Тауфік навіть називає своїм "духовним батьком". 